# St. Walburga (Steinfort)

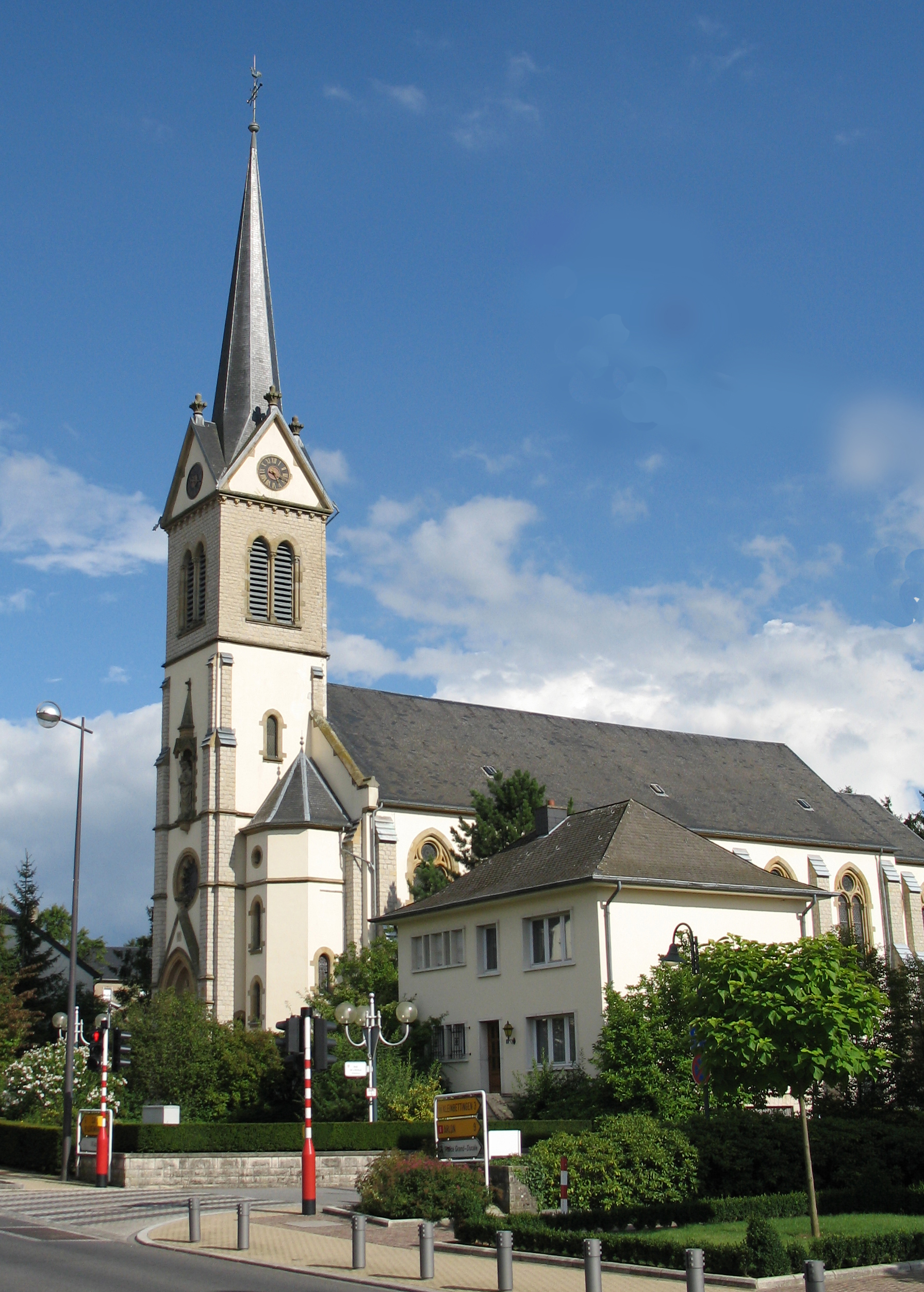
Kirche von Steinfort

Die römisch-katholische Pfarrkirche St. Walburga (auch Église Sainte-Walburge, oder Kierch vu Stengefort) steht im Ortszentrum der Gemeinde Steinfort, Kanton Capellen (Luxemburg) gehört zum Pfarrverband Äischdall, der Pastoralregion Süden und damit zum Dekanat Käerch im Erzbistum Luxemburg. Das Patrozinium der Heiligen Walburga wird am 25. Februar gefeiert.

## Geschichte
In einem Dokument der Synode vom 17. August 1738 wurde erstmals von einer Kapelle in Steinfort berichtet. Sie stand vermutlich an der Kreuzung Arlonerstraße / Kiemweg. Diese Kapelle wurde um 1830 abgetragen, als die neue Straße von Steinfort nach Arlon 1830–1835 gebaut wurde.
1839 wurde die pastorale Zugehörigkeit Steinfort von der Pfarre Sterpenich zur Pfarre in Hagen übertragen und 1843 bis 1845 wurde eine neue, größere Kapelle gebaut, die der heiligen Walburga und einem Heiligen Haupert gewidmet war. Durch Anordnung von Bischof Adames vom 12. September 1870 folgte die Erhebung Steinfort zur eigenen Pfarrei, was durch großherzoglichen Beschluss vom 21. März 1872 bestätigt wurde.
Mit steigender Einwohnerzahl (um 1900 über 1500 Einwohner), wurde der Bau einer Kirche beschlossen, die 1905 geplant und bis 1907 um etwa 100.000 Franc errichtet wurde (Architekt: Jean-Pierre Knepper). Grundsteinlegung war am 17. Mai 1906 durch den damaligen Bürgermeister Robert Collart. Noch während des Baues erhielten die Unternehmer und Hüttenbesitzer (Steinforter Hüttenwerk) Robert bzw. Jules Collart die Genehmigung, eine eigene Kapelle an die Pfarrkirche mit einem eigenen Eingang zur Kirche anzubauen.
Die Kirche wurde am 16. November 1908 durch Bischof Johannes Joseph Koppes eingeweiht. Vom 5. bis 6. Dezember 1925 wurde eine Barbarastatue eingesegnet und 1926 wurde durch den damaligen Pfarrer Schons das Steinforter Caritaswerk gegründet. Bis 1932, der Stilllegung des Steinforter Hüttenwerks, wurden sogenannte Bärbelsfeiern abgehalten.
1966 wurde die Kirche umfassend im Sinne des 2. vatikanischen Konzils renoviert. 1991 wurden zwei Statuen der hl. Walburga und des hl. Haupert vom Südtiroler Bildhauer Andreas Resch aufgestellt.

## Gebäude

### Außen
Die Kirche ist ein nach allen Seiten freistehender klassizistischer Steinbau in neugotischem Stil und etwa 29,30 Meter lang, 12 Meter breit und 11 Meter hoch und das einschiffe Langhaus weist ein steiles Satteldach auf. Südlich ist ein baulich tiefer gezogener, an das Langhaus angefügter, polygonaler Chor angebaut. Der Kirchturm, der sich nördlich beim Haupteingang befindet, ist mit dem Gebäude fest verbunden und misst etwa 44 Meter. Vor allem die markanten, aus Sicht-Sandstein hergestellten, hellgrauen Strebepfeiler und die Sandsteinfassungen der Spitzbogenfenster und des Hauptportals mit dem Rosettenfenster geben der Kirche ein klassisches Aussehen. Der Zugang zur Kirche wird von zwei Treppentürmen mit Kegeldächern flankiert.

### Innen
Die Schiffskirche selbst wird innen optisch von den sechs sandsteingefassten bunte Glasfenster unterteilt. Hauptaltar, die zwei Seitenaltäre, beide Beichtstühle, Predigtstuhl, Sitzbänke und das Missionskreuz stammen aus der alten Kapelle. Viele der damals neu angeschafften Gegenstände wurden von der Familie Collart gestiftet oder bereitgestellt (z. B. Kanzel, Monstranz, Kelche und Kandelaber, Messgewänder etc.).
Eine Orgel aus der Orgelbauwerkstatt Gebrüder Müller aus Reifferscheid (1898) wurde 1961 durch eine aus der Manufacture d’orgues Georges Haupt  aus Lintgen ersetzt. Das heutige Instrument verfügt über 21 Register auf zwei Manualen und Pedal.

### Glocken
Im Kirchturm befinden sich drei Glocken, die 1907 aufgezogen wurden. Sie wurden von der Glockengießerei Petit & Gebr. Edelbrock aus Gescher gegossen. 
- Die größte Glocke, die Marienglocke, hat einen Durchmesser von 118 cm, eine Höhe von 95 cm und ein Gewicht von 980 Kilogramm. Sie ist auf den Schlagton Fa (f′) gestimmt (siehe: Solmisation).
- Die mittlere Glocke, Karolusglocke (nach Karl Borromäus), hat einen Durchmesser von 103 cm, eine Höhe von 87 cm und wiegt 680 kg. Sie ist auf den Ton Sol (g′) gestimmt. Beide Glocken wurden gemäß Inschrift von Charles und Jules Collart (Steinforter Hüttenwerk) gestiftet.
- Die kleinste Glocke, Juliusglocke (nach Papst Julius I.), hat einen Durchmesser von 92 cm, eine Höhe von 75 cm und wiegt 450 kg. Sie ist auf den Ton La (a′) gestimmt. Diese Glocke wurde von Jules und Louise Collart gestiftet.[5]